# Pterolophia flavolineata
Pterolophia flavolineata là một loài bọ cánh cứng trong họ Cerambycidae.